# 謝利格爾湖
謝利格爾湖是俄羅斯的湖泊，位於特維爾州和諾夫哥羅德州的瓦爾代高地西北部，屬於瓦爾代高地一部分，湖泊面積212平方公里，海拔205米，平均深度5.8米，湖中小鎮有渡假勝地奧斯塔什科夫。

## 外部連結
- Tourism in Seliger area
- Travel and Tourism to Seliger Lake
- Map of Lake Seliger